# 織田悠希
織田 悠希（おだ ゆうき、男性、1996年3月31日 - ）は、日本の俳優。
ジュネス企画に所属していた。依田悠希という芸名で活動していた時期もあった。

## 出演

### 吹き替え
アニメ
- ちいさなプリンセス ソフィア（ジェイド）

### テレビドラマ
- 愛をください（2000年、フジテレビ）
- ホーム&アウェイ（2002年、フジテレビ）
- よい子の味方〜新米保育士物語〜（2003年、日本テレビ）ゆうき 役
- 爆竜戦隊アバレンジャー 第27話（2003年、テレビ朝日）
- 仔犬のワルツ（2004年、日本テレビ）佐野正 役
- 東京ワンダーホテル IN AUTUMN（2004年、日本テレビ）
- ナースマンがゆく（2004年、日本テレビ）風間周作 役
- 愛の劇場 すずがくれた音 第9話（2004年、TBS） - 智 役
- ああ探偵事務所 第2話（2004年、テレビ朝日）
- 美少女戦士セーラームーン 第45・46話（2004年、中部日本放送）コウタ 役
- 女刑事みずき〜京都洛西署物語〜1（2005年）大場あすなろ 役
- 野ブタ。をプロデュース（2005年、日本テレビ）草野彰（幼少） 役
- ドラマ30 がきんちょ〜リターン・キッズ〜（2006年、MBS）蛭田亮司 役

### CM
- ポッカ じっくりコトコト煮込んだスープ（2005年）
- 劇団四季 ライオンキング電話予約
- 日立製作所 DVDカム W000

### 舞台
- 座☆風流堂 流刃直線事件帖-狼の町-